# Григорий Кондарис
Григорий (на гръцки: Γρηγόριος, Григориос) е гръцки учен от XVII век, духовник, сервийски епископ, смирненски митрополит.

## Биография
Роден е в южномакедонския град Сервия (Серфидже), тогава Османската империя, днес Гърция, под името Георгиос Кондарис (Γεώργιος Κονταρής). След завършване на образованието си във Венеция, където учи италиански и латински, преподава в Кожани (1668 – 1678) и по-късно в Сервия. По време на престоя му там умира епископ Дионисий и Кондарис в 1685 година е ръкоположен за сервийски и кожански епископ под името Григорий. В 1689 година е митрополит на Смирна.
Кондарис е автор на „История на Атина“ (пълно заглавие Ιστορίαι Παλαιαί και Πάνυ Ωφέλιμοι της Περιφήμου Πόλεως Αθήναι), издадена във Венеция в 1676 година. В книгата е описана на народен език историята на града от митичния цар Кекропс до Дионисий Ареопагит. Книгата демонстрира приемственост между античния и съвременния на автора елинизъм. Кондарис е автор и на няколко превода от италиански на гръцки език.